# Masterplan (musikalbum)
Masterplan är ett musikalbum av det tyska power metal-bandet Masterplan som släpptes den 20 januari 2003. Den kom till efter att kompisarna Uli Kusch och Roland Grapow lämnat Helloween och startat den nya gruppen Masterplan.

## Låtlista
1. "Spirit Never Die" - 5:26
2. "Enlighten Me" - 4:38
3. "Kind Hearted Light" - 4:25
4. "Crystal Night" - 5:18
5. "Soulburn" - 6:16
6. "Heroes" - 3:34
7. "Sail On" - 4:40
8. "Into the Light" - 4:10
9. "Crawling From Hell" - 4:14
10. "Bleeding Eyes" - 5:43
11. "When Love Comes Close" - 4:09
12. "Through Thick and Thin" - 4:04 (bonusspår)
13. "The Kid Rocks On" - 3:36 (bonusspår)